# Lelde Priedulēna
Lelde Priedulēna, née le 20 juillet 1993, est une skeletoneuse lettone. Elle fait partie de l'équipe olympique lettone pour l'épreuve de skeleton lors des jeux olympiques d'hiver de 2018 à Pyeongchang. Elle termine en 7e position.